# Ravnshøj
Ravnshøj is een plaats in de Deense regio Noord-Jutland, gemeente Frederikshavn. De plaats telt 674 inwoners (2008).